# Dorothea Gelker
Dorothea Gelker (* 1958 in Altenberge, Westfalen) ist eine deutsche Malerin.

## Werdegang
Dorothea Gelker wuchs in Münster auf und studierte ab 1976 am „Institut für Kunsterziehung, Abteilung Münster“ an der Kunstakademie Düsseldorf. Nach zwei obligatorischen Probesemestern im Orientierungsbereich bei Bernd Minnich mit anschließender Zwischenprüfung studierte sie bei Ernst Hermanns Bildhauerei, ab 1979 Malerei in der Klasse von Hermann-Josef Kuhna. An der WWU Münster studierte sie von 1976 bis 1982 parallel zu ihrem Kunststudium Pädagogik, begleitend Erziehungswissenschaften und Philosophie.
1982 wurde Gelker zur Meisterschülerin ernannt und arbeitete ein weiteres Jahr in der Kuhna-Klasse. 1983 bis 1985 folgte in Recklinghausen ein Referendariat für Lehramt SEK I und SEK II in den Fächern Kunst und Pädagogik.
1985 zog sie nach Düsseldorf und fand – nach einem ersten sechswöchigen Aufenthalt in New York City – ihr künstlerisches Hauptthema „Großstadt-Architektur“. Weitere Aufenthalte in den USA folgten. 1990 entschied sich Gelker beruflich für die Malerei.
Seit 1995 lebt und arbeitet Dorothea Gelker in einem geförderten Wohn-Atelier im  denkmalgeschützten Salzmannbau in Düsseldorf-Bilk und stellt regelmäßig aus.
Seit 2002 ist sie Programmkünstlerin der Galerie Cerny + Partner, Wiesbaden und der Galerie Jutta Kabuth, Gelsenkirchen.
Informelle Malspuren im intuitiven Zusammenspiel mit bedachter Farbauswahl und streng geometrischer Konstruktion – der Reduktion traditioneller Fluchtpunktperspektive auf den mathematisch rechten Winkel – prägen bis heute ihre Arbeitsweise.
Dazu schrieb Manfred Schneckenburger anlässlich der Kuhna-Meisterschüler-Ausstellung 2004 in der WGZ-Bank: „Das wichtigste Mittel, Raumtiefe herzustellen, ist, wie beim Dreistreifenschema der frühbarocken Niederländer, die Farbperspektive“ [....] „Im Detail kontert eine lockere Handschrift das geometrische Raster: Auswaschungen, Schlieren, Tropfen lösen sich vom strengen Funktionalismus der Konstruktion“.

## Ausstellungen (Auswahl)
- 1985: Große Kunstausstellung NRW Düsseldorf 1985 (G). Katalog: Abb. ohne Seitenangabe (ohne ISSN)
- 1990: Museum des Landkreises Waldshut, Schloss Bonndorf (E)
- 2001: Große Kunstausstellung NRW Düsseldorf 2001 (G). Katalog: Abb. 55; ISSN 0931-0908
- 2004: art Karlsruhe, Galerie Cerny + Partner, Stand E36, Wiesbaden, One-Man-Show: Dorothea Gelker (E). Katalog: S. 78, Abb. S. 79; ISBN 3-937295-10-0
- 2005: Große Kunstausstellung NRW Düsseldorf 2005 (G). Katalog: Abb. 104; ISSN 0931-0908
- 2008: „Stadtlandschaften“, Robert Koepke-Haus, Schieder-Schwalenberg (E)
- 2012: „Hier und Jetzt – Aktuelle Kunst in Hamm und in der Region Westfalen“, Gustav-Lübcke-Museum, Hamm (G)
- 2014: „Von Hier Bis Jetzt, 20 Jahre Künstlerateliers im Salzmannbau“, Kunstraum Düsseldorf (G)[2]
- 2015: „NYC“, Galerie Jutta Kabuth, Gelsenkirchen (E)[3]
- 2017: „Space 42. Düsseldorfer Positionen“, Robert-Koepke-Haus, Schieder-Schwalenberg (G)[4]
- 2017: „Insight – Outsight“, Dorothea Gelker und Dorothea Schüle, Galerie Diede / Stadtgalerie Ahrweiler, Weißer Turm – Bad Neuenahr, Ahrweiler, 5. März bis 2. April 2017[5]
- 2017: „Im Rhythmus der Farben“, Hermann-Josef Kuhna, Dorothea Gelker und Hugo Boguslawski, Galerie Anette Müller, Düsseldorf[6][7]
- 2018: „Hier und Jetzt – Aktuelle Kunst in Hamm und in der Region Westfalen“, Gustav-Lübcke-Museum, Hamm (G)
- 2019: art Karlsruhe, Galerie Cerny + Partner, Wiesbaden, Stand-Nr. H3/J19, S. 158/159; ISBN 978-3-00-061734-8[8]
- 2019: „Sharp Edges in Sculpture and Paintings“, Dorothea Gelker und Clemens Weiss, Galerie Jutta Kabuth, Gelsenkirchen[9]

## Sammlungen (Auswahl)
- Sammlung im Willy-Brandt-Haus, Berlin
- Ständige Sammlung Staatliches Museum Buca, Tivat / Montenegro
- Kunstsammlung WGZ-Bank, Düsseldorf

## Bibliografie (Auswahl)
- Große Kunstausstellung NRW Düsseldorf 1985. Abb. ohne Nummer (ohne ISSN)
- Große Kunstausstellung Düsseldorf NRW 2001. Abb. 55. ISSN 0931-0908
- Große Kunstausstellung Düsseldorf NRW 2005. Abb. 104. ISSN 0931-0908
- Muzej i Galerija Ljetnjikovka Buca – Ludovic Düsseldorf Tivat Art Collection. Donation,  o. J., Abb. 12, S. 15, Vita S. 73. (ohne ISBN)
- Manfred Schneckenburger, Dorothea Gelker: Filigranes Manhattan. In: WGZ-Bank Westdeutsche Genossenschaftszentralbank eG, Düsseldorf (Hrsg.): Klasse! Malerei von Meisterschülern der Klasse Kuhna / Kunstakademie Münster. Düsseldorf 2004, S. 20. (ohne ISBN)
- Th. Hirsch: Gelker, Dorothea, dt. Malerin. In: Allgemeines Künstlerlexikon (AKL), Die bildenden Künstler aller Zeiten und Völker, Bd. 51, Geeslin – Geranzani. K. G. Saur Verlag, München/Leipzig 2006, ISBN 978-3-598-22791-2, S. 203.
- Helmut Ebert: Gelker, Dorothea. In: Helmut Ebert: Lexikon der Bildenden und Gestaltenden Künstlerinnen und Künstler in Westfalen-Lippe. Aschendorff Verlag, Münster 2001, ISBN 3-402-05458-2, S. 174.
- Angela Cerny, Ronald Puff: Dorothea Gelker – On the Edge. Wiesbaden 2002, ISBN 3-9808658-0-0
- Kunstsammlung WGZ Bank. Düsseldorf, o. J. (2006), ISBN 978-3-00-020197-4, S. 140, 141, 233.
- Ulrike Fuchs: Strukturen einer Stadt – Stadtlandschaften von Dorothea Gelker. In: ARTPROFIL, Zeitschrift für aktuelle Kunst. 12. Jahrgang, Heft 2, Licht und Schatten in der Malerei – Rembrandt, Caravaggio und die Gegenwart. 2006, S. 42 und 43. ISSN 1430-4821, PVSt. E 48757